# Улица Академика Шиманского
Улица Акаде́мика Шима́нского — улица в Приморском районе Санкт-Петербурга. Проходит от Приморского проспекта до набережной Чёрной речки.

## История
С 1909 года по 16 января 1964 года носила название Московский переулок, 16 января 1964 года была переименована в память об академике Юлиане Александровиче Шиманском.
Застраивалась в 1950-1960-е годы. В начале улицы есть несколько домов постройки начала 1950-х годов, с рустовкой. Ближе к северу строились типовые пятиэтажные дома.

## Пересечения
- Приморский проспект
- улица Савушкина
- Сестрорецкая улица
- Школьная улица
- набережная Чёрной речки

## Транспорт
На пересечении с улицей Савушкина расположена остановка «Улица Академика Шиманского», которую обслуживают трамвайные маршруты № 21, 48; автобусный маршрут № 211.